# Henri Devroye
Henri Devroye (Hollogne aux Pierres, 21 de octubre de 1884 - 4 de abril de 1955) fue un ciclista belga que corrió entre 1904 y 1923. En su palmarés destaca una victoria de etapa en la Vuelta a Bélgica y después de finalizar dos veces entre los 10 primeros en el Tour de Francia, el 1911, cuando acabó décimo y el 1912, cuando lo hizo en la octava posición.

## Palmarés
1904
- 1.º en Grâce-Berleur

1906
- 1.º en Huy

1908
- 1.º en Bierset
- 1.º en Engis

1909
- 1.º en Bierwart

1910
- 1.º en la Bruselas-Oupeye
- 1.º en el Circuit Provincial de Lieja
- 1.º en Couthuin
- 1.º en Huy
- 1.º en Jemeppe
- 1.º en La Hulpe
- 1.º en Wanze
- Vencedor de una etapa en la Vuelta a Bélgica

1912
- Campeón de Bélgica interclubs
- 1.º en la Lieja-Charleroi

1913
- Campeó de Bélgica interclubs, con Camille Goupy

### Resultados en el Tour de Francia
- 1911. 10.º de la clasificación general
- 1912. 8.º de la clasificación general
- 1913. Abandona (7.ª etapa)
- 1914. 22.º de la clasificación general
- 1920. Abandona (4.ª etapa)